# Colonia Ulpia Oescus

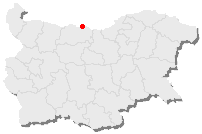
Colonia Ulpia Oescus - heute Nordbulgarien

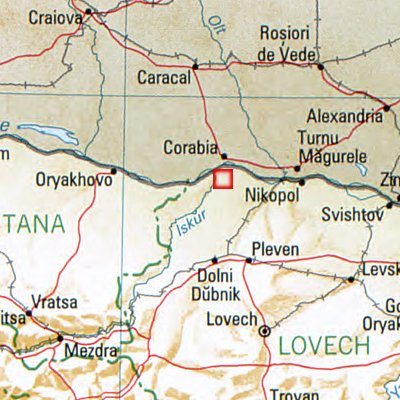
Oescus (rotes Viereck) - Bulgarien - Nachbarorte: Nikopol, Swischtow, Plewen, Lowetsch, Dolni Dabnik, Mesdra, Wraza, Orjachowo, Corabia

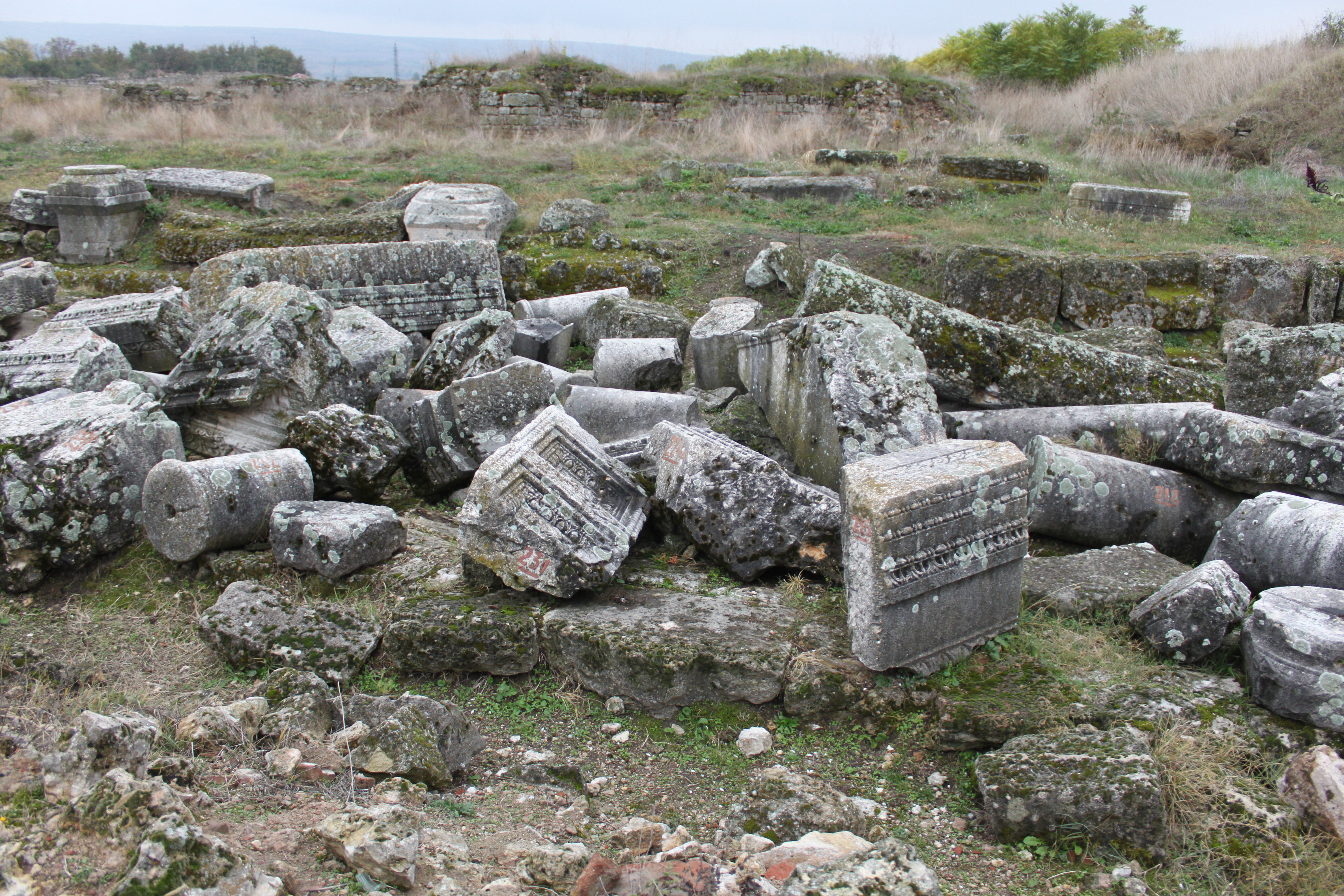
Colonia Ulpia Oescus

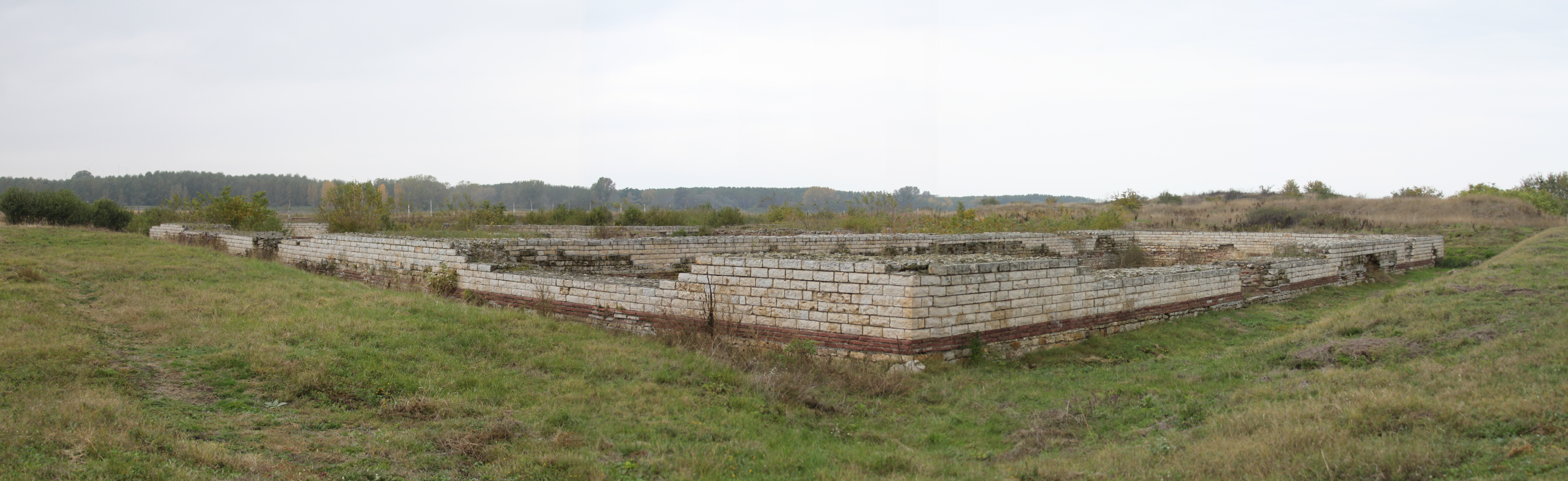

Colonia Ulpia Oescus (bulg. Искър, lat. Oescus oder Escus, altgriechisch Οἶσκος Oiskos) war eine römische Siedlung im Norden des heutigen Bulgariens an der Donau in der Nähe des Dorfes Gigen in der Oblast Plewen – in der römischen Provinz Moesia inferior (Niedermösien) und Teil des Donaulimes.

## Lage
Die Reste von Oescus liegen am Rande des heutigen Dorfes Gigen unweit der Mündung des Flusses Iskar in die Donau. Die sogenannte „Gradischte“ zeichnet sich als terrassenartige Erhebung deutlich vor der sie umgebenden Ebene ab. Der Abstand zum heutigen Verlauf des Flusses Iskar beträgt etwa 300 m, der zur Mündung des Iskar in die Donau 5 km. Vermutlich war das römische Kastell von Iskar, Donau und einem mit dem Iskar verbundenen Flussarm eingeschlossen und somit auf einer Flussinsel, auch wenn der genaue Verlauf der Flüsse umstritten ist. Das Gebiet bis zur Donau war bis zur Anlage von Deichen in den 20er Jahren Sumpf- und Überschwemmungsgebiet. Deswegen verlief die römische Uferstraße hier in größerer Entfernung von der Donau. Oescus liegt an dem Schnittpunkt dieser Straße, die die Lager und Städte an der Donau verband, und der Straße von Philippopolis über den Pass von Trojan zur Donau (nach Errichtung der konstantinischen Donaubrücke weiter nach „Sucidava“ (Celei)), von der bei „Melta“ (Lowetsch) eine weitere nach Nicopolis ad Istrum abzweigte.

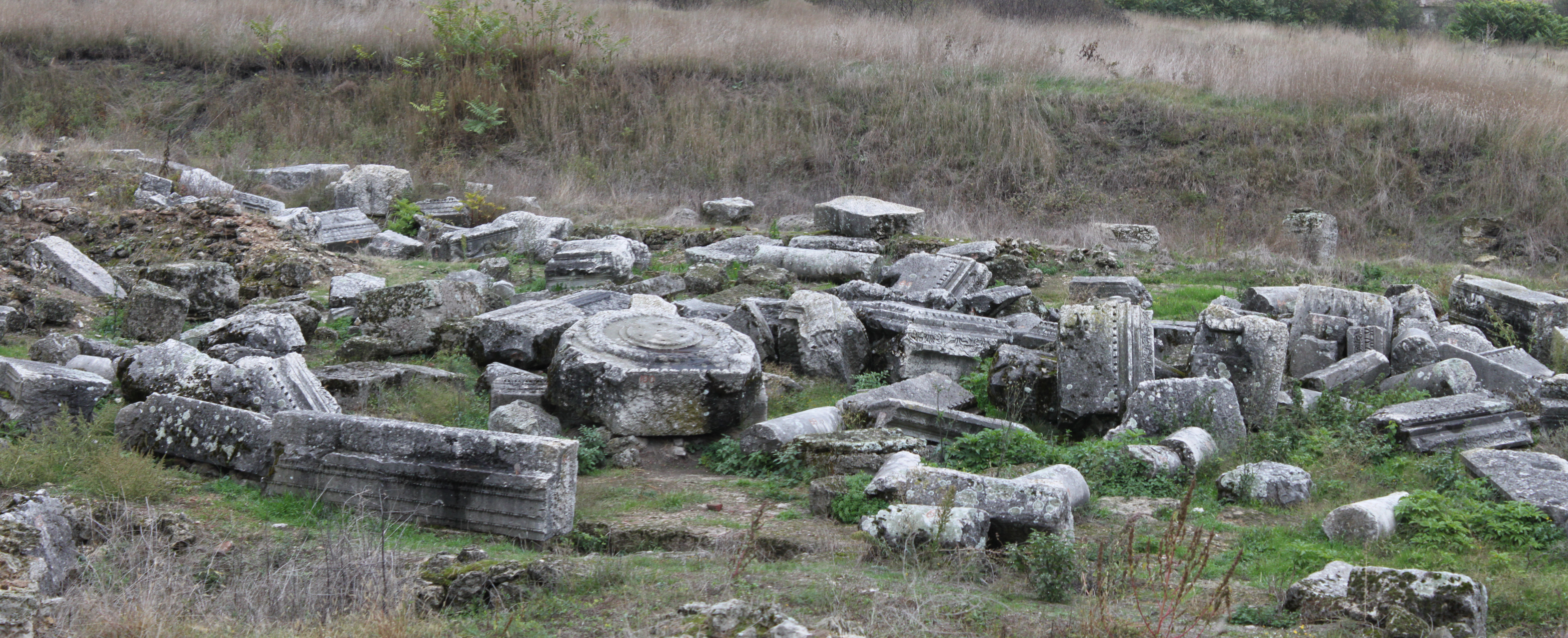

## Geschichte

### Gründung
Unklarheit herrscht darüber, wann Oescus gegründet wurde. Im Zuge der Eroberung Illyriens wurde durch den Legaten von Makedonien, M. Licinius Crassus, in den Jahren 29 und 28 v. Chr. die römische Herrschaft zwischen Balkan und Donau etabliert. Nach dem Sieg des Tiberius über die Skordisker im Jahre 15 v. Chr. markierte die Linie Save-Donau bis zum heutigen Nikopol die Nordgrenze des Imperiums. Cn. Cornelius Lentulus ließ nach der Abwehr von Angriffen der Daker, Sarmaten, Bastarner und Geten zwischen den Jahren 14 und 11 v. Chr. ein System von Befestigungen am rechten Donauufer errichten, zu dem aufgrund seiner Lage auch Oescus gehört haben dürfte. In diese Zeit fällt auch die Gründung des selbständigen mösischen Militärkommandos.
Die historischen Nachrichten zu Oescus sind spärlich. Ptolemaios nennt es Oiskoston Triballon, was die Annahme nahelegt, dass an dieser Stelle bereits eine Siedlung der Triballer existiert hat. Sie wird in einem Teil nordwestlich der antiken Stadt, von wo prähistorisches Material stammt, vermutet, wurde aber noch nicht durch Grabungen nachgewiesen.

### Kaiserzeit
Oescus war eine typische Garnisonsstadt an der Reichsgrenze. Zeitpunkt und Umfang der Stationierung römischer Truppen in Oescus ist unsicher. Epighraphischen Quellen lassen sich Hinweise darauf entnehmen, dass ein Lager der Legio V Macedonica mit Canabae seit spätaugusteischer Zeit bestand. Nach Ovid lagen im Jahre 12 n. Chr. römische Truppen an der unteren Donau (Ister). Aus Tacitus geht hervor, dass in der neu gegründeten Provinz im Jahre 23 n. Chr. zwei Legionen stationiert waren.
Mit Sicherheit zeugt jedenfalls eine auf das Jahr 33 n. Chr. zu datierende Bauinschrift der Legio V Macedonica und der Legio IV Scythica von Arbeiten der beiden Legionen an der Uferstraße. Spätestens für diese Zeit kann also von der Anwesenheit der fünften makedonischen Legion (Legio V Macedonica) in Oescus ausgegangen werden. Die Legion wurde 62 n. Chr. von Nero zur Unterstützung seines Armenienfeldzuges abgezogen, von 66 bis 71 n. Chr. nahm sie unter Vespasian am Jüdischen Krieg teil. In den Dakerkriegen Trajans (101/02 und 105/06) spielte Oescus als Stützpunkt des niedermösischen Heeres (Moesia inferior) eine bedeutende Rolle.
Um 167 n. Chr. wurde Oescus zur Colonia Ulpia Oescus (oder Oescensium) erhoben. Als Colonia gehörte sie zu den etwa 150 Städten im römischen Reich, die dieses höchste Stadtrecht besaßen und als „Abbilder Roms“ galten. Der Beiname Ulpia ist von Trajans Beinamen Ulpius abgeleitet.
Im 2. Jahrhundert erlebte Oescus seine erste Blüte, die in einer reichen Bautätigkeit Ausdruck fand. Mit dem Einfall der Karpen und Goten im Jahre 238 begann eine Reihe von Barbareneinfällen in das Gebiet südlich der Donau, die für die Provinzen Thrakien und Niedermösien den Ausbruch der Reichskrise des 3. Jahrhunderts beschleunigten. Allerdings führten die verschiedenen Angriffe in den folgenden Jahren noch nicht zu einer Schwächung der Wirtschaftskraft, auch die zivile Bautätigkeit wurde fortgeführt. Nach 250 folgte eine Zeit ständiger Invasionen transdanubischer Völkerschaften, mit denen ein wirtschaftlicher Niedergang einherging. Erst der Sieg von Claudius Gothicus über die Goten bei Naissus 269 schuf wieder eine relative Stabilität an der Donaugrenze.
Als Aurelian 271 Dakien aufgab und südlich der Donau die Provinzen Dacia ripensis und Dacia mediterranea errichtete, wurde Oescus ersterer zugeschlagen. Die aus Dakien abgezogenen Truppen rückten in die Garnison Oescus ein. Die Stadtfläche wurde um ein rechteckiges Areal von 10 ha erweitert.

### Spätantike Phase
Diokletian scheint sich im Winter 291 n. Chr. in der Stadt aufgehalten zu haben, wenn die Ortsangabe „Triballis“ unter einem Reskript des Codex Iustinianus richtig gedeutet wird.
Im Jahre 328 n. Chr. wurde eine Brücke, die Oescus mit „Sucidava“ (heute Celei bei Corabia – Kreis Olt – Rumänien) auf der anderen Donauseite verband, fertiggestellt. Konstantin der Große nahm persönlich die Einweihung am 5. Juli 328 n. Ch. vor. Die neue Verbindung erhöhte die Bedeutung der Stadt, die in der Folgezeit eine neue Blüte erlebte. Für das Jahr 343 n. Chr. ist ein Bischof in Oescus bezeugt.
Bei der Goteninvasion der Jahre 376 bis 378 n. Chr. wurde, dem archäologischen Befund nach zu schließen, auch Oescus in Mitleidenschaft gezogen.
Beim Einfall der Hunnen in Dacia ripensis wurde Oescus („Hisko“) von Verwandten Attilas erobert. Wahrscheinlich hat hierbei die Stadt erneut Schaden genommen.
Vermutlich erneuerte Justinian I. die Befestigungen von Oescus im Rahmen seines Programmes, die Donauflanke durch einen Festungsgürtel zu sichern. Weiterhin soll Justinian einer bis heute nicht lokalisierten Festung „Ounnon“ am Donauufer Aufmerksamkeit geschenkt und an gegenüberliegen Uferstellen die Festungen „Palatiolon“ (Baikal, bei Gigen) und „Sucidava/Sykibida“ (Celei, Rumänien) wiederhergestellt haben.
Es ist anzunehmen, dass der Untergang der römischen Stadt mit den Einfällen der Awaren und Slawen im Jahre 586 zusammenhängt (siehe hierzu Balkanfeldzüge des Maurikios).
Vom 10. Jahrhundert bis zur türkischen Eroberung im 14. Jahrhundert belegen die archäologischen Funde das Bestehen einer bulgarischen Siedlung in den Ruinen der antiken Stadt. Sie ist seit 2013 Namensgeber für die Insel Oescus Island in der Antarktis.